# TMEM167A
TMEM167A (англ. Transmembrane protein 167A) – білок, який кодується однойменним геном, розташованим у людей на 5-й хромосомі. Довжина поліпептидного ланцюга білка становить 72 амінокислот, а молекулярна маса — 8 060.
| 10         |  | 20         |  | 30         |  | 40         |  | 50         |
| ---------- |  | ---------- |  | ---------- |  | ---------- |  | ---------- |
| MSAIFNFQSL |  | LTVILLLICT |  | CAYIRSLAPS |  | LLDRNKTGLL |  | GIFWKCARIG |
| ERKSPYVAVC |  | CIVMAFSILF |  | IQ         |  |            |  |            |

A: Аланін

C: Цистеїн

D: Аспарагінова кислота

E: Глутамінова кислота

F: Фенілаланін

G: Гліцин

I: Ізолейцин

K: Лізин

L: Лейцин

M: Метіонін

N: Аспарагін

P: Пролін

Q: Глутамін

R: Аргінін

S: Серин

T: Треонін

V: Валін

W: Триптофан

Локалізований у мембрані, апараті гольджі.